# Prêmio Jabuti - Livro do Ano Ficção
Livro do Ano Ficção é uma das categorias do Prêmio Jabuti, tradicional prêmio brasileiro de literatura que é realizado desde 1959.

## História
A categoria "Livro do Ano Ficção" foi criada em 1991, mesmo ano em que o prêmio passou a ter uma curadoria específica para seu planejamento e execução. Seu objetivo principal foi conceder ao vencedor, além do troféu, uma quantia em dinheiro para um dos livros vencedores das então 13 categorias (no ano seguinte, todas as categorias passaram a receber premiação em dinheiro, sendo que o vencedor da categoria "Livro do Ano Ficção" era agraciado por um valor maior que as demais). A primeira vencedora foi Zulmira Ribeiro Tavares com o romance Joias de Família, tendo ganho o equivalente a US$ 3 mil. Em 1993, foi criada também a categoria "Livro do Ano Não Ficção".
Diferente das categorias tradicionais do Prêmio Jabuti, que são escolhidas por três jurados cujos nomes ficam em sigilo até a cerimônia de premiação, o vencedor da categoria "Livro do Ano Ficção" é escolhido a partir de votação realizada entre os profissionais do mercado editorial, que escolhem um dos livros vencedores nas categorias ficcionais (em 2017 eram: "Adaptação", "Contos e Crônicas", "Histórias em Quadrinhos", "Infantil", "Juvenil", "Poesia" e "Romance").
Em 2010, a escolha do livro Leite Derramado, de Chico Buarque, como Livro do Ano Ficção causou polêmica pois ele havia sido originalmente classificado em segundo lugar na categoria "Romance" (ainda assim era elegível porque, segundo o regulamento, os três primeiros colocados eram considerados como vencedores de cada categoria e, portanto, aptos para ser votados no Livro do Ano Ficção). A mesma situação já havia ocorrido com outro livro de Chico Buarque anteriormente, quando, em 2004, Budapeste ficou em terceiro lugar na categoria "Romance" e também ganhou como "Livro do Ano Ficção". Em 2008 isso também aconteceu com o livro O Menino que Vendia Palavras, de Ignácio de Loyola Brandão, segundo colocado na categoria "Infantil".
Os protestos após a edição de 2010, em especial a decisão do presidente do Grupo Editorial Record, Sergio Machado, de se retirar do prêmio, levou a comissão organizadora a alterar o regulamento a partir de 2011, tornando elegíveis para ser votados como "Livro do Ano Ficção" apenas contemplados com o primeiro lugar em suas respectivas categorias.
Em 2018, as categorias "Livro do Ano Ficção" e "livro do Ano Não Ficção" foram reunidas em apenas uma, chamada simplesmente "Livro do Ano", com uma premiação em dinheiro de valor maior do que nos anos anteriores e contemplando os livros dos Eixos Literatura e Ensaios (portanto, voltando tanto para livros de ficção quanto de não ficção).

## Vencedores
| Ano  | Vencedor(a)               | Obra                                        | Editora              | Nota(s) |
| ---- | ------------------------- | ------------------------------------------- | -------------------- | ------- |
| 1991 | Zulmira Ribeiro Tavares   | Joias de Família                            | Companhia das Letras | [ 13 ]  |
| 1992 | Chico Buarque de Hollanda | Estorvo                                     | Companhia das Letras |         |
| 1992 | Carlito Azevedo           | Collapsus Linguae                           | 7 Letras             |         |
| 1993 | Raquel de Queiroz         | Memorial de Maria Moura                     | José Olympio         |         |
| 1994 | Isaías Pessotti           | Aqueles Cães Malditos de Arquelau           | Editora 34           |         |
| 1995 | José Roberto Torero       | O Chalaça                                   | Alfaguara            |         |
| 1996 | Carlos Heitor Cony        | Quase Memória                               | Nova Fronteira       |         |
| 1997 | José Paulo Paes           | Um Passarinho me Contou                     | Ática                |         |
| 1998 | Carlos Heitor Cony        | A Casa do Poeta Trágico                     | Objetiva             |         |
| 1999 | Carlos Nascimento Silva   | Cabra-Cega                                  | Relume Dumará        |         |
| 2000 | Menalton Braff            | À Sombra do Cipreste                        | Global Editora       |         |
| 2001 | Lygia Fagundes Telles     | Invenção e Memória                          | Companhia das Letras |         |
| 2002 | Manoel de Barros          | O Fazedor de Amanhecer                      | Salamandra           |         |
| 2003 | Arthur Nestrovski         | Bichos que existem & Bichos que não existem | Cosac Naify          |         |
| 2004 | Chico Buarque de Hollanda | Budapeste                                   | Companhia das Letras |         |
| 2005 | Nélida Piñon              | Vozes do Deserto                            | Record               |         |
| 2006 | Milton Hatoum             | Cinzas do Norte                             | Companhia das Letras |         |
| 2007 | Ferreira Gullar           | Resmungos                                   | Imprensa Oficial     |         |
| 2008 | Ignácio de Loyola Brandão | O Menino que Vendia Palavras                | Companhia das Letras |         |
| 2009 | Moacyr Scliar             | Manual da Paixão Solitária                  | Companhia das Letras |         |
| 2010 | Chico Buarque de Hollanda | Leite Derramado                             | Companhia das Letras |         |
| 2011 | Ferreira Gullar           | Em Alguma Parte Alguma                      | José Olympio         |         |
| 2012 | Stella Maris Rezende      | A mocinha do Mercado Central                | GloboClube           |         |
| 2013 | Luis Fernando Verissimo   | Diálogos Impossíveis                        | Objetiva             |         |
| 2014 | Marina Colasanti          | Breve História de um Pequeno Amor           | FTD Educação         |         |
| 2015 | Maria Valéria Rezende     | Quarenta Dias                               | Alfaguara            |         |
| 2016 | Julián Fuks               | A Resistência                               | Companhia das Letras |         |
| 2017 | Silviano Santiago         | Machado                                     | Companhia das Letras |         |